# Steppenwolf (gruppo musicale)
Gli Steppenwolf sono un gruppo musicale rock canadese-statunitense fondato nel 1967 e tuttora in attività. Hanno realizzato ventotto album e alcuni brani considerati pietre miliari del rock, come Born to Be Wild (alle cui parole si fa risalire l'origine dell'espressione "heavy metal") e Magic Carpet Ride. Il loro stile contamina elementi di blues, country, rock psichedelico, heavy metal e hard rock; insieme ai Grateful Dead, sono fra i gruppi più rappresentativi della stagione della contestazione hippie. Il nome del gruppo è un riferimento al romanzo di Hermann Hesse Il lupo della steppa (Der Steppenwolf, 1928); di origini tedesche è infatti il fondatore del gruppo, John Kay.

## Storia

### Origini

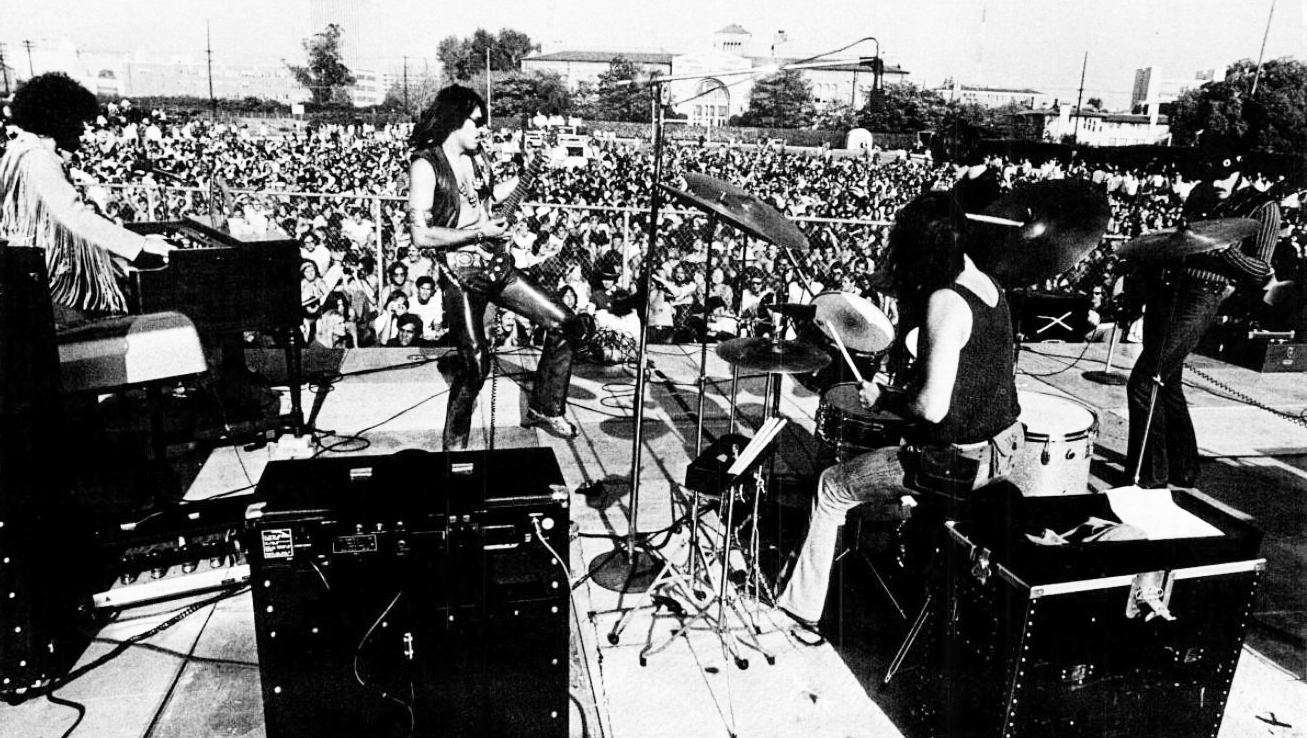
Il gruppo nel 1970

Gli Steppenwolf nacquero alla fine degli anni sessanta a Toronto, città dove il fondatore del gruppo, John Kay (nato in Germania il 2 aprile 1944, vero nome Joachim Fritz Krauledat) si era trasferito come immigrato nel 1958. Kay aveva precedentemente militato nel gruppo blues The Sparrows, con cui aveva ottenuto una certa fama a livello locale, esibendosi regolarmente nei locali di Yorkville, quartiere di Toronto.
Nel 1967, Kay fondò un nuovo gruppo e si trasferì a San Francisco. La formazione di Kay iniziò a esplorare stili musicali più rock, contaminando blues, rock psichedelico, folk e country. Furono notati dall'etichetta discografica Dunhill e affiancati dal produttore Gabriel Mekler, che convinse Kay a provare soluzioni musicali più aggressive. Il gruppo iniziò così a spostarsi gradualmente verso l'hard rock, in alcuni casi arrivando ad anticipare i suoni e i ritmi dell'heavy metal. Fu in questo periodo che venne scelto il nome di "Steppenwolf". La formazione originaria comprendeva Kay alla voce, alla chitarra ritmica e all'armonica a bocca, Jerry Edmonton alla batteria, Michael Monarch alla chitarra solista, Goldy McJohn alle tastiere e Rushton Moreve al basso.

### Il successo

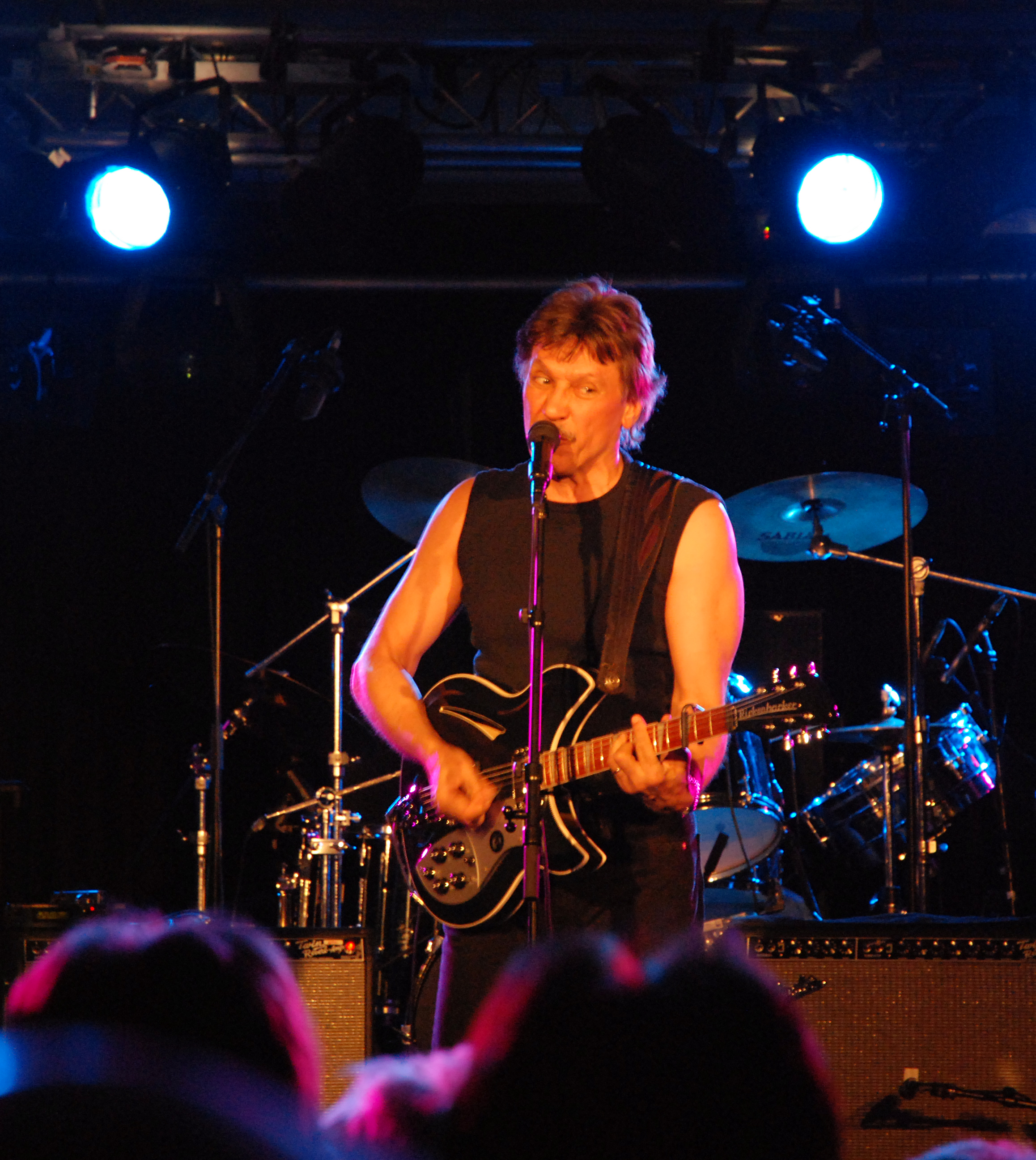
John Kay

Gli Steppenwolf salirono alla ribalta internazionale con l'enorme successo del loro terzo singolo, Born to Be Wild, e dell'album di debutto Steppenwolf (1968). Born to Be Wild e un altro brano dell'album, The Pusher (scritto da Hoyt Axton), divennero ancora più celebri nel 1969, come parte della colonna sonora del cult movie Easy Rider. Born to Be Wild viene considerato una pietra miliare della storia dell'hard & heavy; secondo una teoria largamente accreditata, la stessa espressione "heavy metal" deriverebbe proprio da un verso di questo brano:
(Born to Be Wild)
Gli album successivi confermarono il successo del gruppo; sia il singolo Magic Carpet Ride (da Steppenwolf the Second, 1968) che Rock Me (da At Your Birthday Party, 1969) raggiunsero i primi posti delle classifiche negli Stati Uniti e in diversi altri Paesi. L'album dal vivo Steppenwolf Live (1970) viene considerato da molti fan l'apice di questo periodo d'oro del gruppo. Monster (1969) e Steppenwolf 7 (1970), ricchi di contenuti politici (la title track di Monster, in particolare, è un attacco diretto al "mostro" Richard Nixon), sono estremamente rappresentativi del clima di contestazione e del movimento hippie negli Stati Uniti a cavallo fra gli anni sessanta e settanta.

### Scioglimento e riunione
Dopo la pubblicazione di For Ladies Only (1971), un altro concept album politico, il gruppo si sciolse. Kay intraprese una carriera solista, meno fortunata; ottenne un discreto successo solo con il singolo del 1972 I'm Movin' On, dall'album Forgotten Songs and Unsung Heroes. Nel 1974, il gruppo tornò a unirsi, realizzando l'album Slow Flux, anche in questo caso con un successo solo modesto (con il singolo Straight Shooting Woman). Dopo un nuovo scioglimento (1976), il gruppo si riunì senza Kay, dedicandosi soprattutto alle esibizioni dal vivo (nel 1979 realizzarono un album mai pubblicato, Night of the Wolf). L'esclusione di Kay da un progetto col nome "Steppenwolf" causò dispute legali. Kay si convinse che "i nuovi Steppenwolf" stessero danneggiando l'immagine del gruppo e reagì dando vita a un tour personale con il nome "John Kay and Steppenwolf". Con questa formazione, Kay si è esibito fino al 2013, soprattutto in Canada e negli Stati Uniti. Recentemente(?!), la newsletter ufficiale del fan club ufficiale di John Kay, "John Kay's Wolfpack", ha annunciato lo scioglimento di John Kay and Steppenwolf per il 2007.

## Stile musicale
La formazione nacque dal dissolvimento degli Sparrows, un gruppo canadese che si ispirava al genere blues. Ad essi si era unito nel 1965 il cantante e chitarrista John Kay, proveniente dagli ambienti del folk rock californiano. Nonostante l’eterogeneità del retroterra musicale dei membri, e toccando solo di sfuggita le tendenze alla psichedelia in voga in quel periodo, il gruppo ribattezzato con un nuovo nome esordì sfoderando con molta grinta uno stile decisamente hard rock, e fra gli anni 1968-71 propose album in studio e dal vivo di buon livello e diversi singoli di larga popolarità, due dei quali, Born to Be Wild e The Pusher, entrarono a far parte della colonna sonora del film Easy Rider e contribuirono alla notorietà del gruppo. Gli Steppenwolf, trascinanti nei concerti dal vivo in cui mescolavano potenza di contributi strumentali e testi irriverenti, con il brano Rock Me oltrepassarono gli schemi dell’hard rock per approdare a uno stile che funse da precursore del genere heavy metal.

## Formazioni (Steppenwolf e band correlate)

### Formazione attuale
- John Kay – voce, chitarra(1967–1972, 1974–1976, 1980–presente)
- Michael Wilk – tastiere (1982–presente), basso (1984–2009)
- Gary Link – basso (1982–1984, 2009–presente)
- Ron Hurst – batteria (1984–presente)
- Danny Johnson – chitarra (1996–presente)

### Formazione storica
- John Kay - voce, chitarra
- Michael Monarch - chitarra
- Rushton Moreve - basso
- Jerry Edmonton - batteria
- Goldy McJohn - tastiere

## Discografia

### Album in studio
- 1968 - Steppenwolf
- 1968 - The Second
- 1969 - At Your Birthday Party
- 1969 - Monster
- 1970 - Steppenwolf 7
- 1971 - For Ladies Only
- 1974 - Slow Flux
- 1975 - Hour of the Wolf
- 1976 - Skullduggery

#### ComeJohn Kay & Steppenwolf
- 1982 - Wolftracks
- 1984 - Paradox
- 1987 - Rock & Roll Rebels
- 1990 - Rise & Shine

### Album dal vivo
- 1969 - Early Steppenwolf
- 1970 - Steppenwolf Live
- 1981 - Live in London
- 1993 - Live at 25
- 2005 - Live in Louisville

### Raccolte
- 1971 - Gold
- 1972 - Rest In Peace
- 1973 - 16 Greatest Hits
- 1976 - Reborn to Be Wild
- 1991 - Born to Be Wild - A Retrospective
- 2000 - The Millennium Collection
- 2000 - All Time Greatest Hits
- 2003 - The collection
- 2005 - Steppenwolf Gold